# Penns Grove
Penns Grove es un borough ubicado en el condado de Salem en el estado estadounidense de Nueva Jersey. En el año 2010 tenía una población de 5,147 habitantes y una densidad poblacional de 1,144 personas por km².

## Geografía
Penns Grove se encuentra ubicado en las coordenadas 39°43′41″N 75°28′5″O / 39.72806, -75.46806.

## Demografía
Según la Oficina del Censo en 2000 los ingresos medios por hogar en la localidad eran de $26,227 y los ingresos medios por familia eran $34,076. Los hombres tenían unos ingresos medios de $30,871 frente a los $20,983 para las mujeres. La renta per cápita para la localidad era de $13,330. Alrededor del 21% de la población estaba por debajo del umbral de pobreza.